# Кальман, Александр Григорьевич
Александр Григорьевич Кальман (укр. Олександр Григорович Кальман; 24 ноября 1952, Запорожье, Украинская ССР, СССР — 19 декабря 2013, Киев, Украина) — советский и украинский учёный-правовед, специалист в области криминологии. Доктор юридических наук (2006), профессор (2006), старший советник юстиции. С середины 2000-х годов был профессором кафедры криминологии и уголовно-исполнительного права Национальной юридической академии Украины имени Ярослава Мудрого, а затем профессором и заведующим кафедрой уголовно-правовых дисциплин Национальной академии прокуратуры Украины.

## Биография
Александр Кальман родился 24 ноября 1952 года в Запорожье Украинской ССР. Высшее образование получил в Харьковском юридическом институте имени Ф. Э. Дзержинского, который окончил в 1978 году. На протяжении года после окончания вуза работал на должности стажёра в Шевченковской районной прокуратуре города Запорожье. Затем, в 1979 году вернулся в свой родной вуз, где стал ассистентом, а потом и старшим преподавателем на кафедре криминологии и исправительно-трудового права.
В 1986 году в Харьковском юридическом институте под научным руководством профессора Ивана Николаевича Даньшина и с официальными оппонентами профессором А. Б. Сахаровым и доцентом Э. Ф. Побегайло успешно защитил диссертацию на соискание учёной степени кандидата юридических наук по теме «Криминологическая характеристика, детерминация и предупреждение изнасилований». В 1995 году Кальману было присвоено учёное звание доцента и он занял одноимённую должность на кафедре криминологии и исправительно-трудового права (с июня 2000 года — кафедра криминологии и исправительно-трудового права) Национальной юридической академии Украины имени Ярослава Мудрого (до 1991 года — ХЮИ).
В 1999 году он поступил в докторантуру, которую окончил в 2001 году. Одновременно с учёбой в докторантуре (с 2000 по 2002 год) руководил работой коллектива проекта «А» совместной научно-исследовательской программы АПрН Украины и Института юстиции Министерства юстиции США. Окончив докторантуру, стал совмещать (до 2007 года) работу в вузе с работой на должности заведующего отдела общей криминологии и криминологических исследований в Научно-исследовательском институте изучения проблем преступности Академии правовых наук Украины. На протяжении 2002—2003 годов он был старшим стипендиатом-исследователем в Харьковском центре изучения организованной преступности, который базировался на базе вуза, в котором он работал и Центра по изучению транснациональной преступности и коррупции при Американском университете.
В 2004 году в Национальной юридической академии Украины имени Ярослава Мудрого Кальман успешно защитил диссертацию на соискание учёной степени доктора юридических наук по теме «Преступность в сфере экономики Украины: теоретические и прикладные проблемы предупреждения» (укр. Злочинність у сфері економіки України: теоретичні та прикладні проблеми). Научным консультантом данной работы выступил профессор И. Н. Даньшин, а официальными оппонентами — профессора Н. И. Мельник, В. А. Туляков и В. И. Шакун. В том же году ему была присвоена соответствующая учёная степень и он был повышен в должности до профессора кафедры криминологии и уголовно-исправительного права, спустя ещё два года ему было присвоено профессорское учёное звание.
В 2007 году Кальман переехал в Киев, где начал работать в Национальной академии прокуратуры Украины. Занимал должность профессора, а с 2008 года и вплоть до своей смерти был заведующим кафедрой уголовно-правовых дисциплин. Александр Григорьевич скончался 19 декабря 2013 года в Киеве.
Он также занимался общественной деятельностью, был членом ревизионных комиссий Криминологической ассоциации Украины и Союза юристов Украины.

## Научная деятельность
Кандидатская диссертация А. Г. Кальмана стала одним из первых научных трудов в украинской криминологической науке по теме изнасилований. Работы Кальмана в области изучения экономической преступности, по мнению А. З. Гладуна, стали значительным вкладом в развитие исследований этой проблематики. В частности, в заслугу учёному ставились разработка и определение методологических проблем криминологического прогнозирования, планирования и координации мероприятий, которые должны были противодействовать преступлениям в области экономики. Также он выдвинул предложение о создании государственного органа без правоохранительных функций, деятельность которого должна была быть направлена на предотвращение преступности и коррупции.
Будучи членом рабочих групп при Кабинете Министров Украины и Министерстве юстиции Украины, активно занимался разработкой законодательной базы, направленной на противодействие преступности.
Профессор Кальман занимался подготовкой учёных: среди его учеников были А. Н. Бабенко, С. С. Мирошниченко (у обоих — научный консультант по докторской диссертации), Т. Е. Дунаева, О. И. Зазимко,  В. В. Пивоваров (у всех — научный руководитель по кандидатской диссертации). Также он был членом учёного совета НИИ изучения проблем преступности. Был членом редакционных коллегий журнала «Экономика и право» и сборника научных трудов «Вопросы борьбы с преступностью» НИИ изучения проблем преступности.

## Награды
За свою деятельность по написанию и изданию учебной литературы был неоднократно отмечен различными дипломами. В 2003 году был удостоен премии Министерства внутренних дел Украины «За развитие науки, техники и образования» 2-й степени.